# Zhenyuanopterus
Zhenyuanopterus (gr. "alado de Zhenyuan")  es un género de pterosaurios pterodactiloides boreoptéridos que vivió en el noroeste de lo que hoy es China durante el periodo Cretácico Inferior (inicios del Aptiense), siendo sus fóiles encontrados en la formación Yixian en la provincia de Liaoning.
Zhenyuanopterus se ha encontrado prácticamente completo y articulado. Se trataba de un pterosaurio con una envergadura de unos 4 metros; tenía un cráneo con una gran cresta. En su boca destaca el gran número de dientes, unos 180, y el gran tamaño de los dientes distales. Se ha sugerido que Zhenyuanopterus se alimentaba mientras nadaba, atrapando presas acuáticas dentro de sus dientes similares a agujas, un método similar al de los modernos delfines de río del género Platanista, los cuales exhiben una dentaudra parecida.
Se ha sugerido con frecuencia que este animal es en realidad el adulto de su pariente Boreopterus, el cual se conocen a partir de un espécimen juvenil.